# Pseudicius delesserti
Pseudicius delesserti là một loài nhện trong họ Salticidae.
Loài này thuộc chi Pseudicius. Pseudicius delesserti được Lodovico di Caporiacco miêu tả năm 1941.